# Mercey-le-Grand
Mercey-le-Grand és un municipi francès situat al departament del Doubs i a la regió de Borgonya - Franc Comtat. L'any 2007 tenia 452 habitants.

## Demografia

### Població
El 2007 la població de fet de Mercey-le-Grand era de 452 persones. Hi havia 172 famílies de les quals 36 eren unipersonals (12 homes vivint sols i 24 dones vivint soles), 52 parelles sense fills, 64 parelles amb fills i 20 famílies monoparentals amb fills.
La població ha evolucionat segons el següent gràfic:
Habitants censats

### Habitatges
El 2007 hi havia 192 habitatges, 172 eren l'habitatge principal de la família, 8 eren segones residències i 12 estaven desocupats. 168 eren cases i 23 eren apartaments. Dels 172 habitatges principals, 134 estaven ocupats pels seus propietaris, 33 estaven llogats i ocupats pels llogaters i 5 estaven cedits a títol gratuït; 2 tenien una cambra, 8 en tenien dues, 18 en tenien tres, 38 en tenien quatre i 106 en tenien cinc o més. 148 habitatges disposaven pel capbaix d'una plaça de pàrquing. A 64 habitatges hi havia un automòbil i a 91 n'hi havia dos o més.

### Piràmide de població
La piràmide de població per edats i sexe el 2009 era:
| Homes | Edats   | Dones |
| ----- | ------- | ----- |
| 0     | 95 o +  | 0     |
| 0     | 90 a 94 | 0     |
| 0     | 85 a 89 | 0     |
| 0     | 80 a 84 | 0     |
| 0     | 75 a 79 | 12    |
| 0     | 70 a 74 | 4     |
| 12    | 65 a 69 | 12    |
| 12    | 60 a 64 | 4     |
| 8     | 55 a 59 | 12    |
| 28    | 50 a 54 | 8     |
| 16    | 45 a 49 | 28    |
| 16    | 40 a 44 | 8     |
| 16    | 35 a 39 | 16    |
| 12    | 30 a 34 | 12    |
| 8     | 25 a 29 | 20    |
| 12    | 20 a 24 | 16    |
| 24    | 15 a 19 | 20    |
| 8     | 10 a 14 | 12    |
| 16    | 5 a 9   | 12    |
| 16    | 0 a 4   | 4     |

## Economia
El 2007 la població en edat de treballar era de 296 persones, 232 eren actives i 64 eren inactives. De les 232 persones actives 216 estaven ocupades (119 homes i 97 dones) i 16 estaven aturades (6 homes i 10 dones). De les 64 persones inactives 27 estaven jubilades, 19 estaven estudiant i 18 estaven classificades com a «altres inactius».

### Ingressos
El 2009 a Mercey-le-Grand hi havia 181 unitats fiscals que integraven 477 persones, la mediana anual d'ingressos fiscals per persona era de 17.591 €.

### Activitats econòmiques
Dels 19 establiments que hi havia el 2007, 3 eren d'empreses de fabricació d'altres productes industrials, 7 d'empreses de construcció, 3 d'empreses de comerç i reparació d'automòbils, 2 d'empreses de transport, 1 d'una empresa d'hostatgeria i restauració i 3 d'empreses de serveis.
Dels 6 establiments de servei als particulars que hi havia el 2009, 1 era un taller de reparació d'automòbils i de material agrícola, 3 lampisteries, 1 electricista i 1 restaurant.
L'únic establiment comercial que hi havia el 2009 era una carnisseria.
L'any 2000 a Mercey-le-Grand hi havia 8 explotacions agrícoles.

## Equipaments sanitaris i escolars
El 2009 hi havia una escola elemental integrada dins d'un grup escolar amb les comunes properes formant una escola dispersa.

## Poblacions més properes
El següent diagrama mostra les poblacions més properes.